# اچ‌ام‌اس اردنت (اف۱۸۴)
اچ‌ام‌اس اردنت (اف۱۸۴) (به انگلیسی: HMS Ardent (F184)) یک کشتی بود که طول آن ۳۸۴ فوت (۱۱۷ متر) بود. این کشتی در سال ۱۹۷۵ ساخته شد.